# Karim Bridji
Karim Bridji (Amsterdam, 16 augustus 1981) is een Nederlands-Algerijns voormalig profvoetballer.

## Carrière
Bridji groeide op in Amsterdam, maar koos voor Eendracht Aalst als club om zijn profcarrière te beginnen. Na het faillissement van die club in 2002 keerde de aanvaller terug naar Nederland, om voor eerstedivisionist FC Volendam te spelen. Hier bleef hij drie seizoenen, waarna hij overstapte naar Helmond Sport. Na één jaar veranderde hij opnieuw van club. Ditmaal koos hij voor de Eredivisie: hij tekende een contract bij Heracles Almelo. Doordat hij aan het begin van het seizoen geblesseerd raakte, kwam hij nog weinig in actie. In 2009 liep zijn contract af. Eind september was hij weer hersteld van zijn blessure en mocht hij proberen om weer een contract te krijgen bij Heracles. Nadat zijn contract in 2012 afliep kwam hij in januari 2013 bij Helmond Sport.
Bridji debuteerde voor Jong Oranje in november 2001 in een oefenduel tegen Zwitserland. Een jaar later ging hij Algerije spelen en speelde meerdere wedstrijden voor het olympisch elftal. In 2006 speelde hij zijn enige wedstrijd voor het Algerijns voetbalelftal in een oefenduel tegen Burkina Faso.
Op 1 juli 2014 stapte hij over naar het Ajax-zaterdagteam.

## Clubstatistieken
| Seizoen | Club            | Duels | Goals | Competitie     |
| ------- | --------------- | ----- | ----- | -------------- |
| 2001/02 | Eendracht Aalst | 15    | 2     | Eerste Klasse  |
| 2002/03 | FC Volendam     | 21    | 1     | Eerste divisie |
| 2003/04 | FC Volendam     | 18    | 3     | Eredivisie     |
| 2004/05 | FC Volendam     | 26    | 5     | Eerste divisie |
| 2005/06 | Helmond Sport   | 38    | 12    | Eerste divisie |
| 2006/07 | Heracles Almelo | 19    | 2     | Eredivisie     |
| 2007/08 | Heracles Almelo | 14    | 0     | Eredivisie     |
| 2008/09 | Heracles Almelo | 9     | 1     | Eredivisie     |
| 2010/11 | RKC Waalwijk    | 8     | 2     | Eerste divisie |
| 2011/12 | RKC Waalwijk    | 4     | 0     | Eredivisie     |
| 2012/13 | Helmond Sport   | 2     | 0     | Eerste divisie |
| 2013/14 | Helmond Sport   | 5     | 1     | Eerste divisie |
| Totaal  | Totaal          | 179   | 29    |                |